# ريتشي همفريز
ريتشي همفريز (بالإنجليزية: Ritchie Humphreys)‏ هو لاعب كرة قدم بريطاني في مركز ظهير ‏، ولد في 30 نوفمبر 1977 في شفيلد في المملكة المتحدة. شارك مع منتخب إنجلترا تحت 20 سنة لكرة القدم ومنتخب إنجلترا تحت 21 سنة لكرة القدم. أما مع النوادي، فقد لعب مع بورت فايل وسكونثورب يونايتد وشيفيلد وينزداي وكارديف سيتي وكامبريدج يونايتد ونادي تشيسترفيلد ونادي هارتلبول يونايتد.

## وصلات خارجية
- ريتشي همفريز على موقع قاعدة بيانات كرة القدم.إي يو (الإنجليزية)
- ريتشي همفريز على موقع Soccerbase.com (لاعب) (الإنجليزية)
- ريتشي همفريز على موقع Soccerway.com (الإنجليزية)
- ريتشي همفريز على موقع عالم كرة القدم.نت (الإنجليزية)